# Monte Urano
Monte Urano (storicamente Monturano) è un comune italiano di 7 822 abitanti della provincia di Fermo nelle Marche.

## Storia

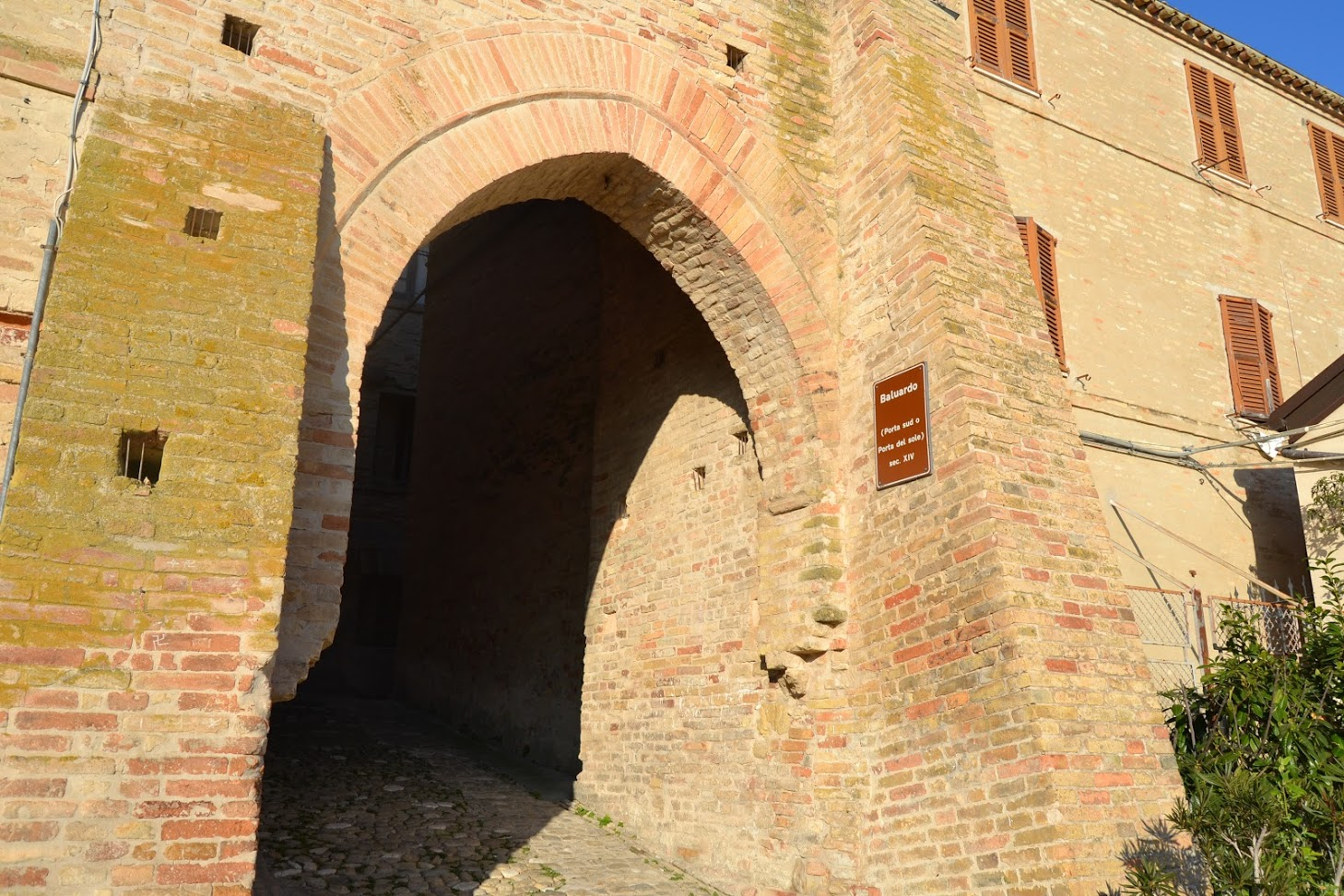
Porta del Sole

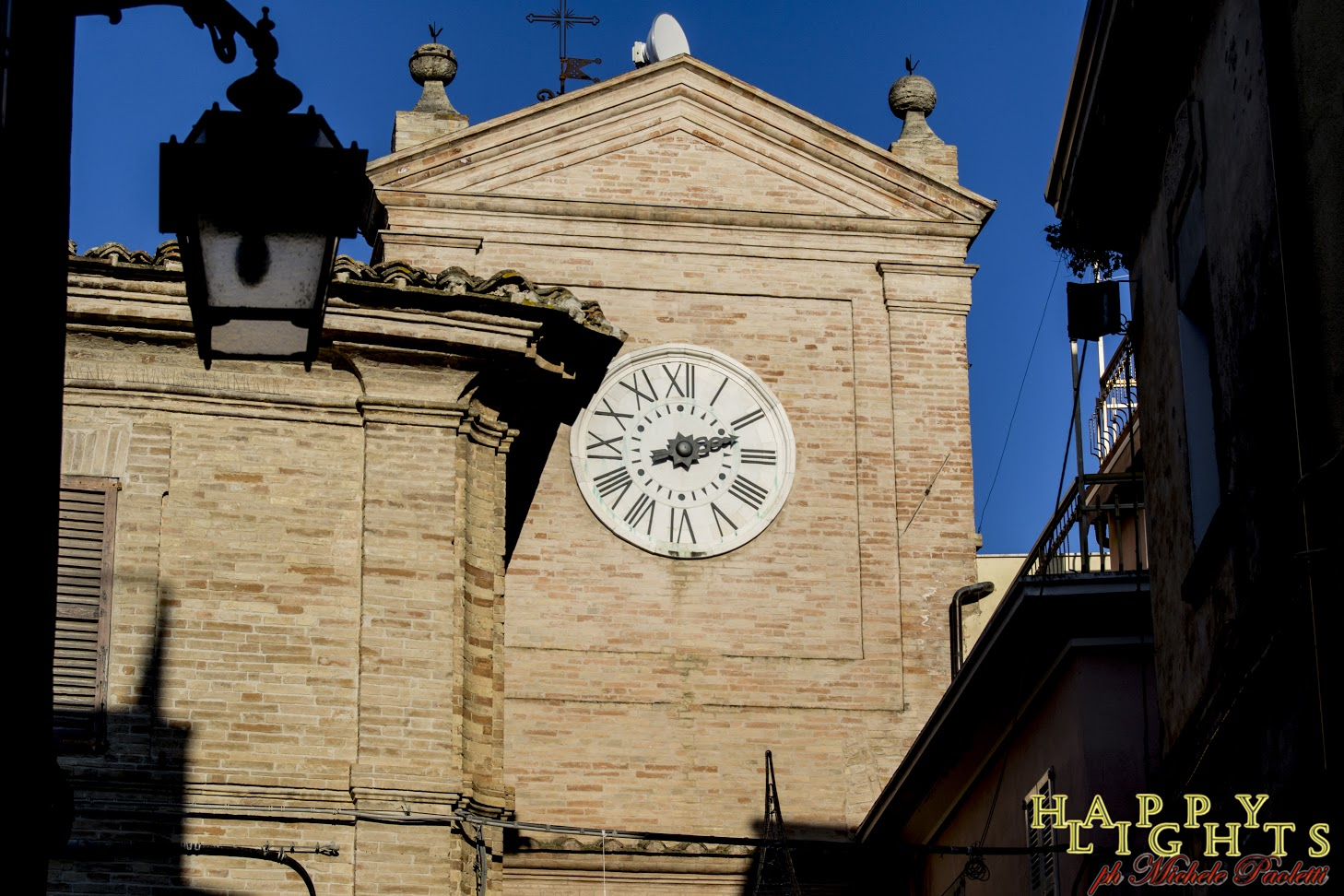
Torre dell'orologio

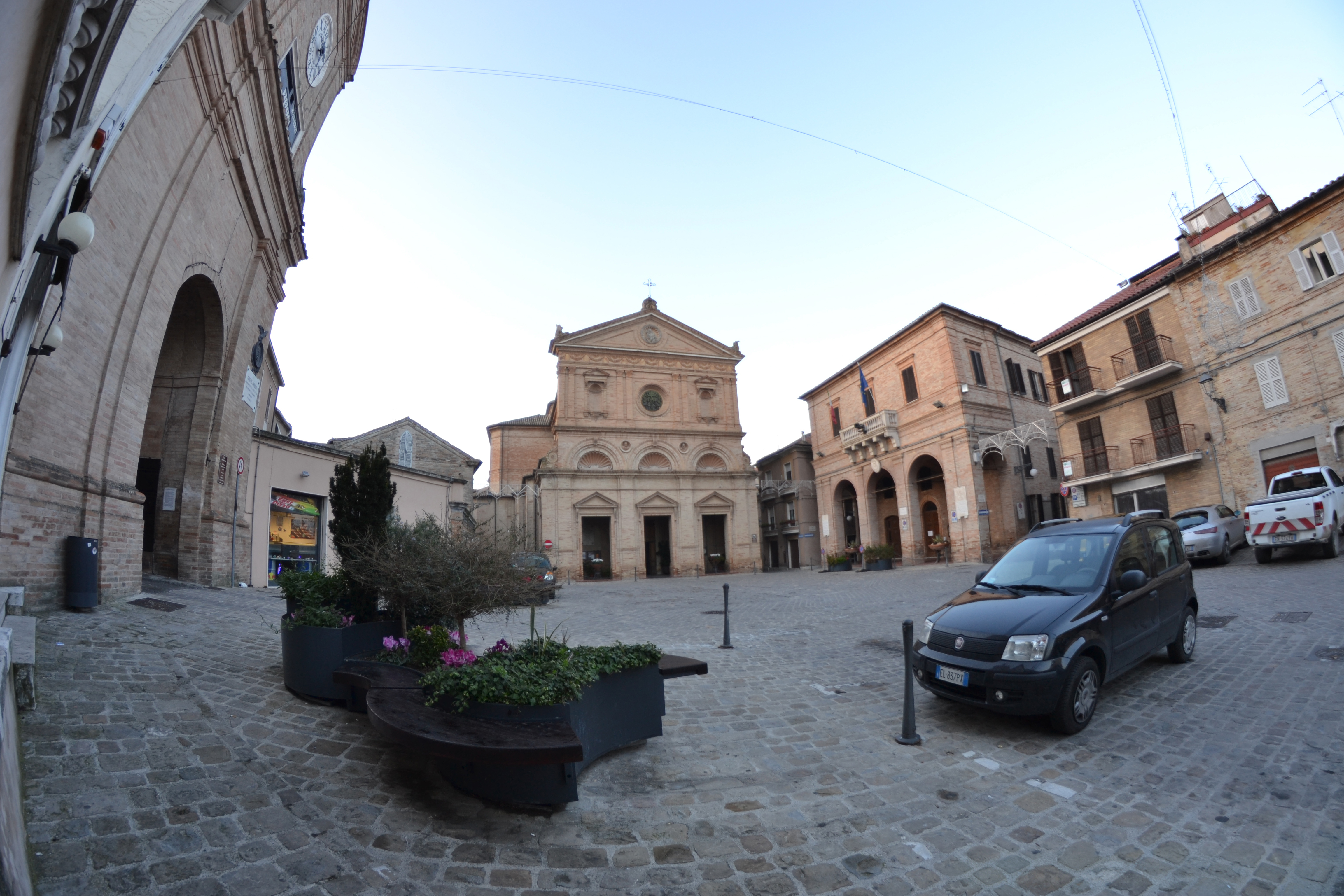
Piazza della Libertà, Chiesa di San Michele Arcangelo e municipio

Il territorio comunale fu abitato fin da epoca romana mentre l’attuale abitato fa la sua prima comparsa nei documenti ufficiali solo a partire dall’XI secolo d.C. Inserita in principio nel ducato di Fermo, conquistò l’autonomia comunale tra il 1055 e il 1226, per poi riconsegnarsi spontaneamente agli antichi padroni. Avendo subito un disastroso saccheggio da parte degli abitanti di Sant’Elpidio a Mare, venne ricostruita da Francesco Sforza nel 1445. Seguì poi le sorti di tutti i territori inseriti nella sfera d’influenza fermana: passata nel Cinquecento allo Stato Pontificio, vi rimase fino all’unità d’Italia, fatta eccezione per la parentesi del governo napoleonico. Il toponimo è un composto del termine “Monte” e di una formazione prediale dal personale latino URIA, con il suffisso aggettivale ANUS; altre interpretazioni suggeriscono, leggendo il nome come Monturano, un richiamo a Turan, la Venere degli etruschi, o al latino TAURUS, "toro". Del castello medievale (XIII-XIV secolo) restano le mura di cinta, una torre difensiva a base poligonale e due bastioni quadrangolari. Si accede al centro storico attraverso l’arco sormontato dalla torre dell’Orologio oppure varcando la porta detta del Baluardo, con arco a sesto acuto. Tra i monumenti religiosi spiccano la chiesa romanica di Santa Maria Apparente –quattrocentesca, con portale seicentesco e abside semicircolare ornata da singolari archetti pensili– e la neoclassica chiesa di San Michele Arcangelo, progettata e completata dagli architetti ottocenteschi Carducci e Sacconi, al suo interno è custodito un crocifisso in legno settecentesco, una croce astile in argento del XVI secolo nonché una Madonna del Rosario dipinta da Luigi Fontana. Nota di interesse storico è anche la stazione ferroviaria denominata Monte Urano-Rapagnano costruita nei primi anni del 900' e situata nel comune di Fermo in zona confinante con la città di Monte Urano, facente parte del tratto ferroviario Porto San Giorgio-Amandola (oggi dismesso).

## Monumenti e luoghi d'interesse

### Architetture religiose

#### Chiesa di San Michele Arcangelo
Costruita sulla base delle indicazioni dell'architetto Giovanni Battista Carducci ed in seguito di Giuseppe Sacconi.

#### Chiesa di San Giovanni Battista[4]
Costruzione rettangolare in stile neoclassico ad un'unica navata. Le finestre di vetro sono state realizzate a forma di lunetta. Le finestre del portale sono in alabastro. Ai lati della finestra che sormonta il portale si notano Angeli con dalmatiche damascate che suonano trombe auree e quattro putti che sorreggono due stemmi: quello di Papa Pio XII regnante al momento della realizzazione, e dell'Arcivescovo di Fermo Norberto Perini che la eresse canonicamente con bolla del 28 agosto 1949. Più a destra in un blocco di pietra sorretto da un putto, c'è l'iscrizione del committente e del pittore Elis Romagnoli con l'indicazione dell'anno di realizzazione il 1955. Nel muro portante, che divide la navata dal presbiterio rialzato, sono state praticate tre aperture. Due porte laterali sormontate da due nicchie con le statue del Sacro Cuore e dell'Immacolata ed un arco al centro con altare rivolto verso il popolo. Di fronte alla porta di destra si trova la tomba dei Conti Bonafede che hanno voluto essere sepolti all'interno della loro amatissima chiesa.
Al centro della volta della navata su uno sfondo azzurro trapuntato di stelle e con cime di alberi che affiorano, è simbolicamente raffigurato in mezzo a un vortice concentrico di innumerevoli Schiere Angeliche volteggianti, il Mistero Trinitario sorgente di tutto il bene. Gli Angeli più grandi che affiancano le lunette inneggiano alla figura di San Giovanni Battista e riportano alcuni brani evangelici che lo riguardano esaltando Colui che è venuto a rendere testimonianza alla Luce. A destra dell'altare è stata inserita una statua lignea di San Giovanni Battista. Sulle pareti laterali della navata sono ricavate quattro nicchie: nelle due di destra sono collocati Sant'Antonio Abate e San Giovanni Bosco, in quelle di sinistra San Vincenzo Ferreri e San Gabriele dell'Addolorata. In fondo alla Chiesa sono stati inseriti due quadri di dimensioni 100X40 del pittore ravennate Giambattista Ragazzini.
Il primo raffigura "la presentazione di Gesù al tempio", il secondo "La disputa di Gesù con i dottori del tempio". Al presbiterio, coperto a volta reale, è stata data una scenografia da deserto biblico nella parete di fondo, che in origine faceva da ambiente vitale alla pittura su tavola di Elis Romagnoli raffigurante San Giovanni che battezza nel fiume Giordano attualmente posizionata in Sagrestia. Sulla volta del presbiterio sono riportati i simboli della primitiva chiesa catacombale: Chirò, colomba con ramo d'ulivo, pesce sormontato da un cesto di pane, palma, pavone. Nell'arcosolio dell'altare all'albero della caduta dei progenitori si contrappone l'albero della croce. Le tavole della legge mosaica si completano nel vangelo di Gesù Cristo che è Via, Verità e Vita. Sopra l'altare appare la figura dell'Agnello sgozzato, ma in piedi, simbolo del Cristo morto e risorto, da cui hanno origine sette ruscelli simbolo dei sacramenti della Chiesa cattolica. La parrocchia è stata retta dal 1949 al 1959 da Don Iginio Cervellini, dal 1960 al novembre 1992 da Don Giuseppe Crocetti, dal dicembre 1992 ad ottobre 1993 da Don Alfredo Abbondi e da Don Ferdinando Pieroni dal 5 novembre 1993.

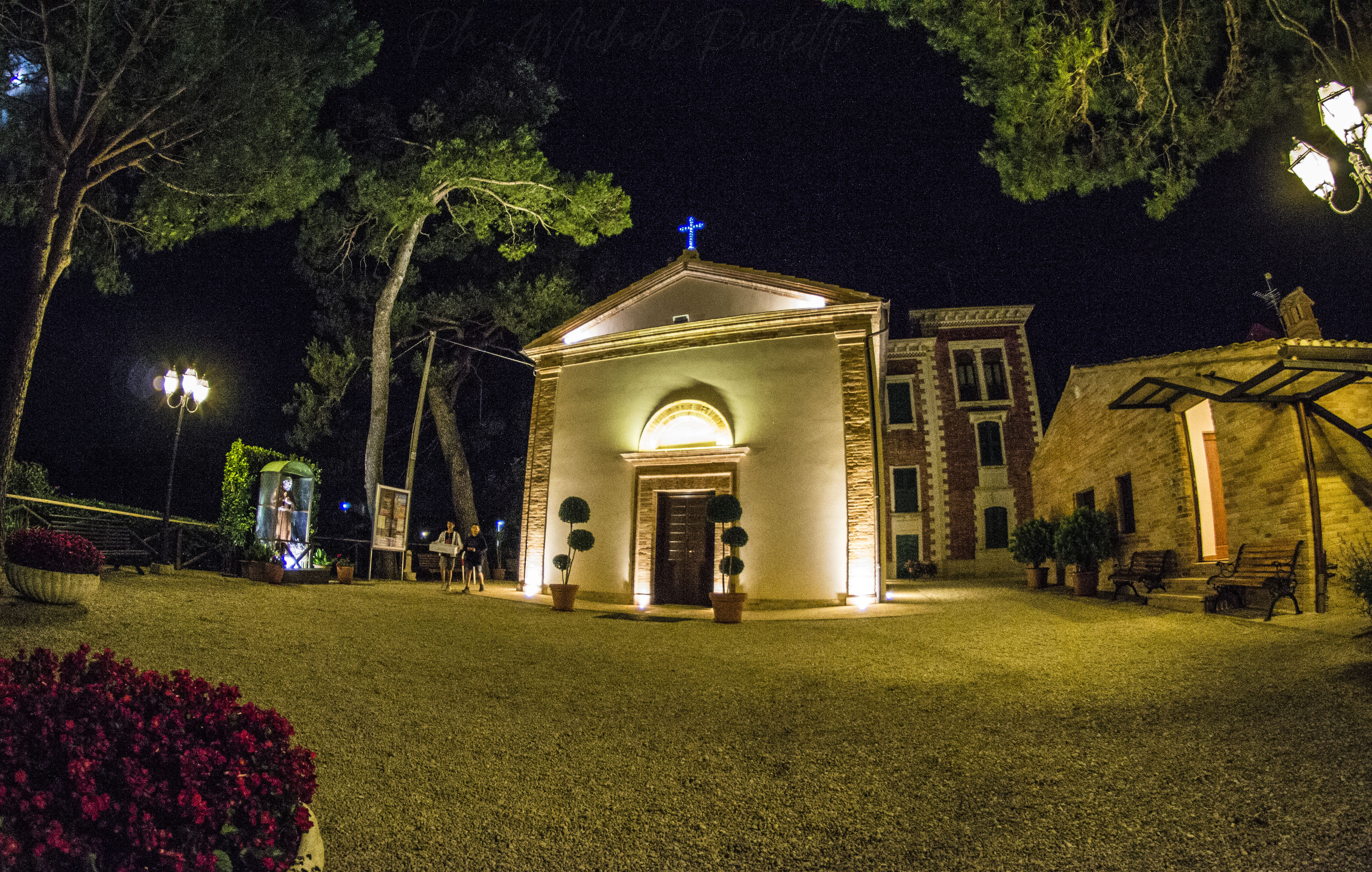
Chiesa di San Giovanni Battista situata nella zona periferica di Monte Urano in Contrada San Giovanni. Appartenente al Quartiere San Pietro (detto anche Quartiere Crocestrada).

#### Chiesa di Santa Maria Apparente
Piccolo edificio religioso in stile romanico. Negli atti della Sacra Visita, fatta nel 1728, dove trovasi un inventario redatto dal rettore Canonico Valentino Paccaroni si dice: “Beneficio semplice sotto il titolo di S. Maria Apparente, eretto nella chiesa rurale di detto titolo situata nel territorio di Monte Urano. La Chiesa rurale di S. Maria Apparente è posta fuori del Castello di Monte Urano, ha il portico coperto davanti e dentro vi è un solo altare con statua della Madonna. Possiede un campo di canne annesso alla chiesa”. Poiché non figura nell’elenco delle chiese della diocesi di Fermo, che pagano le decime straordinarie imposte dal Papa, Nicolò IV, nel triennio 1290-1292, dobbiamo pensare che, in quegli anni, ancora non fosse costruita. Probabilmente ciò avvenne tra il XIV ed il XV secolo visti anche i caratteri architettonici e stilistici della struttura. Negli atti della Sacra Visita, fatta nel 1574 dall’allora Vescovo di Fermo si legge: “Nella Chiesa rurale di Santa Maria Apparente intonacare ed imbiancare le pareti, lasciando intatte le immagini dei santi”. Della chiesetta e del suo beneficio parlano anche i Catasti del 1817 e del 1833. L’intera copertura è crollata nel 1965. La fabbrica è stata oggetto di lavori (dal 13.05.1999 al 09.11.1999) di restauro e risanamento della coperura e recupero della muratura esterna.
Chiesa di San Rocco
La chiesa è stata costruita agli inizi del secolo XVIII ed ospitò nel 1583 la Compagnia della Pietà. Lo stile è neoclassico con pianta rettangolare ad unico altare. Al suo interno è conservata una cappella lignea proveniente dalla vecchia Chiesa di San Michele, due oli su tela di Filippo Ricci (seconda metà del XVIII° secolo), un olio su tela di Ubaldo Ricci dipinto a cavallo dei sec. XVII° e XVIII°, un olio su tela di Alessandro Ciccarelli, dipinto nel 1856 e un gruppo scultoreo, in legno intagliato, scolpito, brunito e dorato da Giovanni Mistichelli dell’inizio del XVIII° secolo.

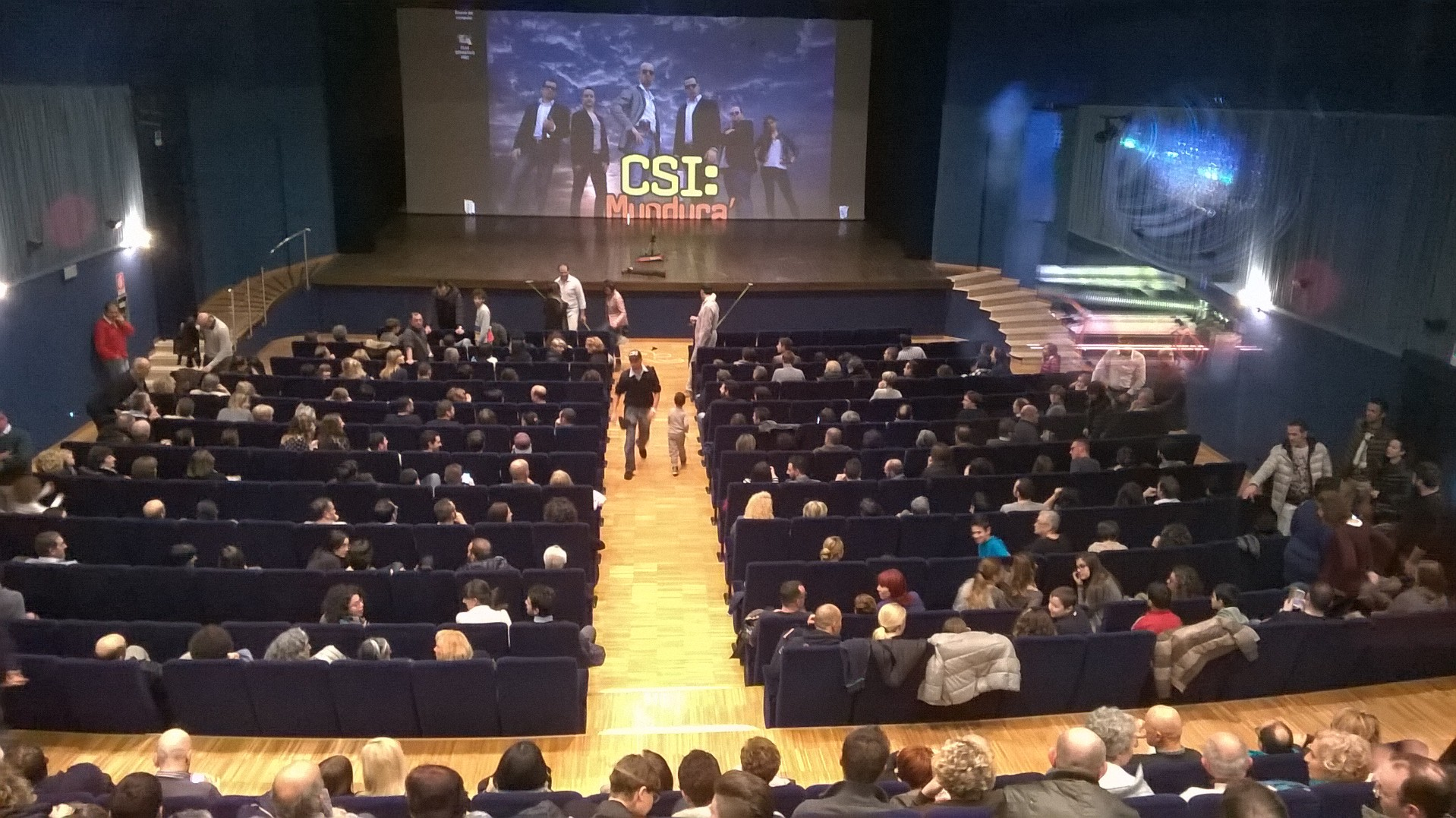
Foto scattata nel Cineteatro Arlecchino

## Società

### Evoluzione demografica
Abitanti censiti

### Etnie e minoranze straniere
Al 31 dicembre 2023 la popolazione straniera era di 955 persone, pari all'11,72% della popolazione.

## Infrastrutture

### Strade
I collegamenti più importanti sono:
- SS 210 Fermana-Faleriense, collegamento est-ovest da Porto San Giorgio ad Amandola;
- Dorsale Marche-Abruzzo-Molise "Mezzina", collegamento nord-sud in costruzione funzionante in alcuni tratti tra cui quello che va da Montecosaro a Fermo.

## Amministrazione
| Periodo         | Periodo        | Primo cittadino    | Partito                                                       | Carica  | Note  |
| --------------- | -------------- | ------------------ | ------------------------------------------------------------- | ------- | ----- |
| 5 febbraio 1988 | 22 giugno 1990 | Umberto Marconi    | Partito Comunista Italiano                                    | Sindaco | [ 8 ] |
| 22 giugno 1990  | 24 aprile 1995 | Umberto Marconi    | Partito Comunista Italiano Partito Democratico della Sinistra | Sindaco | [ 8 ] |
| 24 aprile 1995  | 14 giugno 1999 | Umberto Marconi    | Lista civica                                                  | Sindaco | [ 8 ] |
| 14 giugno 1999  | 14 giugno 2004 | Umberto Marconi    | Centro-sinistra                                               | Sindaco | [ 8 ] |
| 14 giugno 2004  | 7 giugno 2009  | Francesco Giacinti | Centro-sinistra                                               | Sindaco | [ 8 ] |
| 8 giugno 2009   | 26 maggio 2014 | Francesco Giacinti | Centro-sinistra                                               | Sindaco | [ 8 ] |
| 26 maggio 2014  | 27 maggio 2019 | Moira Canigola     | Centro-sinistra                                               | Sindaco | [ 8 ] |
| 27 maggio 2019  | 9 giugno 2024  | Moira Canigola     | Centro-sinistra                                               | Sindaco | [ 8 ] |
| 9 giugno 2024   | "In carica"    | Andrea Leoni       | Lista civica Cambiamo Insieme                                 | Sindaco | [ 8 ] |

### Gemellaggi
- Formigine[senza fonte]

### Altre informazioni amministrative
Fa parte della Zona territoriale n. 11 di Fermo dell'Azienda Sanitaria Unica Regionale delle Marche (in sigla Z.T. n. 11 - A.S.U.R. Marche). Fa parte del distretto sanitario nº 1 di Porto Sant'Elpidio.

## Sport

### Calcio
Le squadre di calcio A11 principali sono il Monturano Campiglione, che disputa il campionato di Eccellenza, e l'Atletico Monturano (Terza Categoria); in passato è esistila la Società Sportiva Monturanese Calcio fondata nel 1968 e non iscritta più al campionato dalla stagione 2014-2015. Il Futsal Monturano C5 inoltre disputa il campionato regionale di Serie C marchigiano di calcio A5 e gioca le partite casalinghe presso la palestra di Monte Urano.  

### Ciclismo
Ogni anno, in concomitanza con la festa del patrono San Michele Arcangelo, va in scena la gara ciclistica che prende il nome di Trofeo di Monte Urano.